# UFC 170
UFC 170: Rousey vs. McMann è stato un evento di arti marziali miste tenuto dalla Ultimate Fighting Championship il 22 febbraio 2014 al Mandalay Bay Events Center di Las Vegas, Stati Uniti.

## Retroscena
Per la seconda volta dopo UFC 169 anche per questo evento era inizialmente programmato l'incontro per il titolo dei pesi mediomassimi tra Jon Jones e Glover Teixeira, il quale venne nuovamente posticipato.
I due incontri principali della serata videro nella gabbia ben tre ex atleti olimpici statunitensi: Daniel Cormier arrivò quarto alle Olimpiadi di Atene 2004 nella lotta libera, Ronda Rousey vinse una medaglia di bronzo alle Olimpiadi di Pechino 2008 nel judo e Sara McMann ottenne un argento alle Olimpiadi di Atene 2004 nella lotta libera.
L'evento vide l'introduzione del premio Performance of the Night atto a coronare le migliori prestazioni della serata, il quale andò a sostituire i precedenti Knockout of the Night e Submission of the Night.
Ronda Rousey difese con successo il proprio titolo contro Sara McMann a soli 56 giorni di distanza dal precedente incontro titolato avvenuto con l'evento UFC 168: Weidman vs. Silva 2, un record nella storia dell'UFC; in precedenza Matt Hughes nel 2006 fu chiamato a difendere la cintura sempre a 56 giorni dal match precedente ma non ebbe successo.

## Risultati
|                                                   | Divisione          |                   |                 |                   | Metodo                                      | Round           | Tempo           | Premio          |
| Card principale                                   | Card principale    | Card principale   | Card principale | Card principale   | Card principale                             | Card principale | Card principale | Card principale |
| ------------------------------------------------- | ------------------ | ----------------- | --------------- | ----------------- | ------------------------------------------- | --------------- | --------------- | --------------- |
| Sfida valida per il titolo di campione indiscusso | Pesi Gallo Femmine | Ronda Rousey (c)  | batte           | Sara McMann       | KO (ginocchiata al corpo)                   | 1               | 1:06            | POTN            |
|                                                   | Pesi Mediomassimi  | Daniel Cormier    | batte           | Patrick Cummins   | KO Tecnico (pugni)                          | 1               | 1:19            |                 |
|                                                   | Pesi Welter        | Rory MacDonald    | batte           | Demian Maia       | Decisione unanime (29-28, 29-28, 29-28)     | 3               | 5:00            | FOTN            |
|                                                   | Pesi Welter        | Mike Pyle         | batte           | TJ Waldburger     | KO Tecnico (pugni e gomitate)               | 3               | 4:03            |                 |
|                                                   | Pesi Welter        | Stephen Thompson  | batte           | Robert Whittaker  | KO Tecnico (pugni)                          | 1               | 3:43            | POTN            |
| Card preliminare                                  |                    |                   |                 |                   |                                             |                 |                 |                 |
|                                                   | Pesi Gallo Femmine | Alexis Davis      | batte           | Jessica Eye       | Decisione non unanime (28-29, 29-28, 29-28) | 3               | 5:00            |                 |
|                                                   | Pesi Gallo         | Raphael Assunção  | batte           | Pedro Munhoz      | Decisione unanime (30-27, 30-27, 30-27)     | 3               | 5:00            |                 |
|                                                   | Pesi Gallo         | Aljamain Sterling | batte           | Cody Gibson       | Decisione unanime (29-28, 29-28, 29-28)     | 3               | 5:00            |                 |
|                                                   | Pesi Mosca         | Zach Makovsky     | batte           | Josh Sampo        | Decisione unanime (30-27, 30-27, 29-28)     | 3               | 5:00            |                 |
|                                                   | Pesi Leggeri       | Erik Koch         | batte           | Rafaello Oliveira | KO Tecnico (pugni)                          | 1               | 1:24            |                 |
|                                                   | Pesi Leggeri       | Ernest Chavez     | batte           | Yosdenis Cedeno   | Decisione non unanime (28-29, 29-28, 30-27) | 3               | 5:00            |                 |

## Premi
I lottatori premiati ricevettero un bonus di 50.000 dollari.
Legenda:
- FOTN: Fight of the Night (vengono premiati entrambi gli atleti per il miglior incontro dell'evento)
- POTN: Performance of the Night (viene premiato il vincitore per la migliore performance dell'evento)

## Incontri annullati
|                                                   | Divisione         |                  |        |                     | Motivo                                                                            |
| ------------------------------------------------- | ----------------- | ---------------- | ------ | ------------------- | --------------------------------------------------------------------------------- |
| Sfida valida per il titolo di campione indiscusso | Pesi Mediomassimi | Jon Jones (c)    | contro | Glover Teixeira     | Posticipato                                                                       |
|                                                   | Pesi Leggeri      | Gilbert Melendez | contro | Khabib Nurmagomedov | Inizialmente senza alcuna motivazione, poi Melendez ebbe una disputa contrattuale |
|                                                   | Pesi Gallo        | Lucas Martins    | contro | Bryan Caraway       | Entrambi gli atleti si infortunarono                                              |
|                                                   | Pesi Gallo        | Raphael Assunção | contro | Francisco Rivera    | Rivera infortunato                                                                |
|                                                   | Pesi Leggeri      | Rafael dos Anjos | contro | Khabib Nurmagomedov | Entrambi gli atleti si infortunarono                                              |
|                                                   | Pesi Mediomassimi | Daniel Cormier   | contro | Rashad Evans        | Evans infortunato                                                                 |